# Ségolène Royal
  Ségolène Royal    (Ouakam, 22 de setembre de 1953), és una política francesa, membre del Partit Socialista.
Fou diputada a l'Assemblea Nacional pel departament de Deux-Sèvres, i entre 2004 i 2014, també va presidir el Consell Regional de Poitou-Charentes.

## Biografia
Prové d'una familia benestant de llarga tradició militar. El seu avi, Florian Royal (1891 - 1975), va estudiar enginyeria en una de les més prestigioses universitats franceses, va ser general de brigada a la marina i oficial de la Legió d'Honor (la més alta condecoració francesa). El seu pare, Jacques Royal (1920 - 1981),va ser capità de fragata d'artilleria de la marina, adjunt al batlle de Chamagne (regió de Lorena) i cavaller de la Legió d'Honor. La seva mare es diu Hélène Dehaye. Ségolène Royal va néixer en el que aleshores era una colònia francesa a Àfrica (actualment Senegal) en el si d'una família de vuit germans. Per la feina del seu pare, la família encara es va traslladar a viure tres anys a l'illa francesa de Martinica, al Carib, i finalment es van instal·lar al nord-est de França. Ha estudiat a diverses universitats parisines i ha exercit com a advocada. El seu nom vertader i que va dur fins als 25 anys és Marie-Ségolène Royal.
Va ser la companya sentimental de François Hollande, ex primer secretari del PS, des de finals dels anys setanta fins al 2007. D'aquesta relació té quatre fills: Thomas (1984), Clémence (1986), Julien (1987) i Flora (1992). L'any 2001, quan s'aprovà el pacte civil de solidaritat (PACS), l'equivalent francès de les unions estables de parella de fet, Ségolène Royal i François Hollande van signar aquest contracte civil, assegurant-ne així la seva promoció. La parella va anunciar públicament la seva separació en plena jornada electoral presidencial, després de conèixer-se que el nou president seria el seu rival Sarkozy.

## Mandats polítics nacionals
- 23 de juny de 1988 - 2 de maig de 1992: diputada per Deux-Sèvres (dimiteix per entrar al govern de Bérégovoy)
- 2 d'abril de 1993 - 21 d'abril de 1997: diputada per Deux-Sèvres
- 1 de juny - 4 de juliol de 1997: diputada per Deux-Sèvres (dimiteix per entrar al govern de Lionel Jospin)
- 19 de juny de 2002 - 19 de juny de 2007: diputada per la 2a circumscripció de Deux-Sèvres

## Mandats polítics locals
- 1983 - 1989 : regidora de Trouville-sur-Mer (Calvados)
- 13 de març de 1989 - 18 de juny de 1995 : regidora de Melle (Deux-Sèvres)
- 18 de juny de 1995 - 18 de març de 2001 : regidora de Niort (Deux-Sèvres)
- 23 de març de 1992 - 3 d'abril de 1992 : consellera regional de Poitou-Charentes (dimiteix per entrar al govern de Bérégovoy)
- 2 d'abril de 1992 - 23 de març de 1998: consellera general de Deux-Sèvres
- 2 d'abril de 2004 - 21 d'abril de 2014 : presidenta del Consell Regional de Poitou-Charentes

## Candidatura a la presidència de la República
Ségolène Royal fou la candidata del Partit Socialista (PS) a les eleccions presidencials de 2007 després de vèncer Laurent Fabius i Dominique Strauss-Kahn en les primàries del 16 de novembre de 2006.
El desembre de 2005 ja s'havia declarat interessada a ser la candidata del Partit Socialista a les eleccions presidencials de 2007. Segons els sondejos realitzats, era la candidata preferida dels francesos per ocupar la presidència de la República. Ara bé, la seva candidatura fou criticada per nombrosos observadors polítics, ja que en els setze anys que portava a l'Assemblea Nacional francesa rarament havia pres posició en les qüestions de política internacional, de defensa, de política social o de política pressupostària nacional. Així, la seva popularitat en les enquestes podia radicar en el fet que sempre havia donat prioritat als temes de societat que afectaven de més a prop els electors.
El gener de 2006, Ségolène Royal viatjà a Santiago de Xile per donar suport a la candidatura de Michelle Bachelet, primera dona presidenta de Xile. La victòria d'aquesta, així com l'accés mesos després d'Angela Merkel a la cancelleria d'Alemanya mostrava una nova cara de la política, amb dones en alguns dels càrrecs electes més importants.
Désirs d'avenir (Desitjos de futur) fou el nom de l'associació que donà suport a Ségolène Royal en la seva «candidatura a la candidatura» del PS per a les eleccions presidencials de 2007. És també el nom del seu web, «fòrum participatiu», creat el febrer de 2006, un web que volia ser la il·lustració de la «democràcia participativa».
A la primera volta del 22 d'abril de 2007 va obtenir un 25,87% dels vots (9.500.012 vots), quedant per sota de Nicolas Sarkozy, però suficient per passar a la segona volta.
En la segona volta del 6 de maig de 2007 va obtenir un 46,94% dels vots, i perdé les eleccions per sota del conservador Nicolas Sarkozy, que obtingué un 53,06%.